# Comitatul Big Horn, Wyoming
Comitatul Big Horn, conform originalului din engleză,  Big Horn  County, este unul din cele 23 comitate ale statului american Wyoming. Sediul comitatului este orașul Basin.
Se găsește la granița de nord a statului  Wyoming cu statul  Montana.

## Istoric
Big Horn County a fost creat de către legislatura pre-statală, legislatura Teritoriului Wyoming, la data de 12 martie 1890, fiind organizat în 1897. Comitatul a fost creat din porțiuni de teren cedate de comitatele (de atunci) Fremont, Johnson și Sheridan. 

## Geografie
Conform datelor înregistrate de United States Census Bureau, comitatul are o suprafață totală de circa 8.180 km2 (sau de 3,159 sqmi), dintre care circa 8.120 km2 (sau 3,137 mi2) este uscat și restul de circa 60 de km2 (sau 22 sqmi, ori circa 0.7%) este apă. 

### Comitate adiacente
- Comitatul Park,  Wyoming, la vest;
- Comitatul Washakie, Wyoming, la sud;
- Comitatul Johnson, Wyoming, la est;
- Comitatul Sheridan, Wyoming, la est;
- Comitatul Big Horn,  Montana, la nord și
- Comitatul Carbon, Montana, de asemenea, la nord.

## Demografie
|  | Graficele sunt indisponibile din cauza unor probleme tehnice. Mai multe informații se găsesc la Phabricator și la wiki-ul MediaWiki. |

Date: Wikidata - grafică realizată de Wikipedia